# Arthrostylidium angustifolium
Arthrostylidium angustifolium är en gräsart som beskrevs av George Valentine Nash. Arthrostylidium angustifolium ingår i släktet Arthrostylidium och familjen gräs. Inga underarter finns listade i Catalogue of Life.